# الیا گادوین
الیا گادوین (انگلیسی: Elija Godwin؛ زادهٔ ۱ ژوئیه ۱۹۹۹) دونده اهل ایالات متحده آمریکا است.